# Dox (zespół muzyczny)
Dox – polski zespół muzyczny grający muzykę taneczną założony w 2014 w Kędzierzynie-Koźlu. Zespół założyli wokalista i instrumentalista Michał Kacperczyk oraz basista i akordeonista Wiesław Chęć.

## Historia zespołu
Zespół powstał w 2014 w Kędzierzynie-Koźlu, w początkowym składzie występowali: wokalista Michał Kacperczyk, klawiszowiec Wiesław Chęć, perkusista Krzysztof Kabut i gitarzysta Andrzej Żelaśkiewicz. Podczas ogólnopolskiego konkursu Przebojem na antenę ich pierwsza piosenka „Hej Lato” zdobyła nagrodę publiczności. Pod koniec roku do składu dołączył DJ Markus z Krakowa.
W 2015 wydali swój debiutancki album studyjny pt.  Zakręceni w disco polo, na którym umieścili piosenki w większości napisane przez Michała Kacperczyka. Płytę promowali singlami: „Czarodziejka snów”, „Hoppapa”, „Będziemy tańczyć milion lat”, do których zrealizowali teledyski. W grudniu zaprezentowali świąteczny teledysk do piosenki „Świąteczna radość”.
W 2016 z zespołu odeszli Krzysztof Kabut i Andrzej Żelaśkiewicz, a ich miejsce w składzie zajęli gitarzysta Jarosław Mikulski oraz wokalistki Ola i Ala Gomuła. W nowym składzie zespół zajął drugie miejsce w finale programu typu talent show Discostar w Polo TV. W tym samym roku zdobyli pierwszą nagrodę na festiwalu Disco Mazowia w Mościbrodach i pierwszą nagrodę na festiwalu Discopolowanie w Jabłonnie. W 2017 wydali single: „Twoje listy do”, „Moja prawdziwa miłość”, „Czarodziejka snów ”, „Zostań moją panią”, „Marycha” i „No no no nocą”. 14 lutego 2018 wydali teledysk do singla „Znów mi się śnisz”, a 30 marca zaprezentowali album pt. Wszystko dla miłości.
W lipcu 2018 do zespołu dołączył gitarzysta Karol Nowaczek. W odświeżonym składzie muzycy wydali teledysk do piosenki „W życiu musisz się wyszaleć” i rozpoczęli pracę nad świątecznym albumem, zawierającym kolędy i pastorałki. W lutym 2019 doszło do kolejnych roszad w zespole: z powodów osobistych zespół opuścił Jarosław Mikulski, a jego miejsce na stałe objął gitarzysta Karol Nowaczek, natomiast z powodów zdrowotnych z zespołu odszedł Wiesław Chęć, który zajął się organizacją koncertów. W nowym składzie grupa wydała w 2019 teledyski do singli: „Tysiąc gwiazd”, „Zaczarowana miłość” i „Moje jedyne marzenie”, coveru piosenki Anny Jantar. W tym samym roku lider zespołu wystąpił jako komentator w programie Sukcesy i porażki na kanale Disco Polo Miusic, a zespół został partnerem Fundacji „Armia Przyjaciół”. W 2020 zespół wydał teledyski do autorskich piosenek: „Nasze wspólne zaręczyny” i „Będziemy znów razem”, a także do coverów ludowych pieśni: „Pije Kuba do Jakuba” i „Hej Sokoły” i piosenki zespołu Wawele „Kacaraba”. W tym samym roku muzycy wraz z Fundacją „Armia Przyjaciół” zorganizowali akcję #RazemDlaKoźla, która miała na celu wsparcie finansowe i rzeczowe szpitala w Kędzierzynie-Koźlu. W 2021 zespół wydał teledyski do singli: „Hej dziewczyno pijmy wino” i „Ty jesteś całym moim światem”, a także zaprezentował nową wersję piosenki „Twoje listy do...”, poza tym wystąpił w programie Disco Wizja na kanale 4Fun Dance. W 2022 muzycy wydali teledyski do piosenek: „A gdzie ty mnie masz”, „Melanż”, „Anioł” i „Wspólne chwile” oraz do coveru utworu Seweryna Krajewskiego „Nie jesteś sama”. W 2023 zaprezentowali teledysk do coveru piosenki Nikolausa Presnika „Jedna z gwiazd”, a także autorskiego utworu „Jesteś taka piękna”. W marcu 2024 wydali teledysk do singla „Byłaś”.

## Skład zespołu

### Obecni członkowie
- Michał Kacperczyk – śpiew
- Karol Nowaczek – gitara
- Ala Gomuła – taniec i śpiew
- Ola Gomuła – taniec i śpiew

### Byli członkowie
- Krzysztof Kabut – perkusja
- Andrzej Żelaśkiewicz – gitara
- Wiesław Chęć – instrumenty klawiszowe
- Jarek Mikulski – gitara

## Dyskografia

### Albumy studyjne
- Zakręceni w Disco Polo[1] (2015, CD)
- Wszystko dla miłości[13] (2018, CD)
- Kolędujmy razem[15][16] (2018, CD)